# العلاقات الباكستانية السويسرية
العلاقات الباكستانية السويسرية هي العلاقات الثنائية التي تجمع بين باكستان وسويسرا.

## مقارنة بين البلدين
هذه مقارنة عامة ومرجعية للدولتين:
| وجه المقارنة                                              | باكستان                     | سويسرا                                                                                      |
| --------------------------------------------------------- | --------------------------- | ------------------------------------------------------------------------------------------- |
| المساحة (كم2)                                             | 881.91 ألف                  | 41.28 ألف                                                                                   |
| عدد السكان (نسمة)                                         | 197.02 مليون                | 8.21 مليون                                                                                  |
| الكثافة السكانية (ن./كم²)                                 | 223.4                       | 198.89                                                                                      |
| العاصمة                                                   | إسلام آباد                  | برن                                                                                         |
| اللغة الرسمية                                             | لغة إنجليزية، اللغة الأردية | اللغة الألمانية، اللغة الإيطالية، لغة فرنسية، اللغة الرومانشية، الألمانية السويسرية الموحدة |
| العملة                                                    | روبية باكستانية             | فرنك سويسري                                                                                 |
| الناتج المحلي الإجمالي (بليون دولار)                      | 304.95 مليار                | 678.89 مليار                                                                                |
| الناتج المحلي الإجمالي (تعادل القوة الشرائية) بليون دولار | 946.67 مليار                | 518.07 مليار                                                                                |
| الناتج المحلي الإجمالي الاسمي للفرد دولار أمريكي          | 1.43 ألف                    | 80.94 ألف                                                                                   |
| الناتج المحلي الإجمالي للفرد دولار أمريكي                 | 4.81 ألف                    | 59.54 ألف                                                                                   |
| مؤشر التنمية البشرية                                      | 0.538                       | 0.930                                                                                       |
| رمز المكالمات الدولي                                      | +92                         | +41                                                                                         |
| رمز الإنترنت                                              | .pk                         | .ch، .swiss ‏                                                                                |
| المنطقة الزمنية                                           | ت ع م+05:00                 | توقيت وسط أوروبا، ت ع م+01:00، ت ع م+02:00، أوروبا/زيورخ ‏                                   |

## منظمات دولية مشتركة
يشترك البلدان في عضوية مجموعة من المنظمات الدولية، منها:
| علم المنظمة | اسم المنظمة                               | تاريخ انضمام باكستان | تاريخ انضمام سويسرا |
| ----------- | ----------------------------------------- | -------------------- | ------------------- |
|             | مؤسسة التمويل الدولية                     | 20 يوليو 1956        | 29 مايو 1992        |
|             | منظمة حظر الأسلحة الكيميائية              | ?                    | ?                   |
|             | يونسكو                                    | 14 سبتمبر 1949       | 28 يناير 1949       |
|             | الاتحاد الدولي للاتصالات                  | 26 أغسطس 1947        | 1866                |
|             | الأمم المتحدة                             | 30 سبتمبر 1947       | 10 سبتمبر 2002      |
|             | منظمة الشرطة الجنائية الدولية             | ?                    | ?                   |
|             | البنك الدولي للإنشاء والتعمير             | 11 يوليو 1950        | 29 مايو 1992        |
|             | الاتحاد البريدي العالمي                   | ?                    | ?                   |
|             | منظمة التجارة العالمية                    | ?                    | ?                   |
|             | الفريق المعني برصد الأرض                  | ?                    | ?                   |
|             | بنك التنمية الآسيوي                       | 1966                 | 1967                |
|             | المركز الدولي لتسوية المنازعات الاستشارية | 15 أكتوبر 1966       | 14 يونيو 1968       |
|             | وكالة ضمان الاستثمار متعدد الأطراف        | 12 أبريل 1988        | 12 أبريل 1988       |

## وصلات خارجية
- موقع وزارة الخارجية الباكستانية
- موقع وزارة الخارجية السويسرية